# Опрашина
Опрашина, Лопушанка (пол. Opraszyna) — гірська річка в Україні, у Надвірнянському й Коломийському районах Івано-Франківської області. Ліва притока Баб'янки, (басейн Дністра).

## Опис
Довжина річки 13 км, похил річки 6,2 м/км, площа басейну водозбору 29,6 км², відстань між витоком і гирлом — 9,35  км, коефіцієнт звивистості річки — 1,4 . Формується загатами та безіменними струмками.

## Розташування
Бере початок у селі Середньому Майдані під "Ломаджином" у лісі. Тече переважно на північний схід через Глинки і в селі Струпків впадає у річку Баб'янку, ліву притоку Отинського Потоку. 
Населені пункти вздовж берегової смуги: Боднарів.